# Steklno
Steklno – (do 1945 niem. Stecklin), wieś owalnica w Polsce położona w województwie zachodniopomorskim, w powiecie gryfińskim, w gminie Gryfino. Około 0,5 km na północ od wsi przebiega Droga wojewódzka nr 121.
Wieś jest położona na zachodnim brzegu jeziora Steklno. Miejscowość pełni funkcję letniskową, z plażą strzeżoną w okresie letnim. 
We wsi znajduje kościół rzymskokatolicki pod wezwaniem św. Krzysztofa odbudowany (zrekonstruowany) w latach 1994-98 z datków pochodzących od mieszkańców i wczasowiczów. Jest to późnogotycka świątynia salowa. Wzniesiona została w XVI wieku na planie prostokąta. Materiał, z którego wzniesiono ten kościółek stanowią głazy narzutowe, nieznacznie tylko przyciosane, niektóre nawet znacznych rozmiarów. Narożniki, ościeża okien i portali, zwieńczenia szczytów oraz blendy wykonane są w cegle. Przestrzeń pomiędzy kamieniami wypełniona jest zaprawą z domieszką gruzu ceglanego. Przed kościołem znajduje się plac będący dawniej cmentarzem. Cmentarz wraz z odbudowanym kościołem jest wpisany do rejestru zabytków.
Podczas trwania II wojny światowej na terenie wsi znajdował się obóz pracy dla Polaków, Włochów i Belgów oraz oddział roboczy jeńców radzieckich - Kommando III/406. Istniał w latach 1941–1942 i liczył ok. 25 jeńców.
Radni Rady Miejskiej w Gryfinie ze Steklna:
- II kadencja - Krzysztof Podkowa
- III kadencja - Jerzy Woźniak

Miejscowość posiada drużynę piłkarską o nazwie Wicher Steklno, która uczestniczy w rozgrywkach gminnej ligi LZS.
W latach 1975–1998 miejscowość administracyjnie należała do województwa szczecińskiego.